# Знешламлення

Дугове сито — апарат для знешламлення

Знешламлення (рос. обесшламливание, англ. desliming, sludge removal; (нім.)Entschlämmung f) — операція попередньої обробки матеріалу при збагаченні корисних копалин, яка полягає у вилученні шламу. Для З. використовуються грохоти (зокрема дугові сита), спеціальні знешламлювачі тощо. Знешламлювач, як правило, має такі технологічні вузли: корпус з каркасом для установлення колосникових сит, піддон для евакуації підрешітного продукту, пристрій для зміни кута нахилу робочої поверхні, напірні бризкала та рухомі борти.